# LiveMe
LiveMe é um aplicativo de transmissão ao vivo (Streaming) que permite aos usuários assistir ou transmitir vídeos de transmissão ao vivo disponível em dispositivos iOS e Android.
O Liveme está disponível em mais de 85 países e regiões e suporta nove idiomas, incluindo inglês, japonês, indonésio, hindi, alemão, espanhol, português, vietnamita e chinês tradicional. Um ano após o seu lançamento em 2016, o Liveme reuniu vinte milhões de usuários e, em dezoito meses, o aplicativo de transmissão ao vivo processou mais de US $ 6 milhões em pagamentos a seus influenciadores. Atualmente, o Liveme tem sessenta milhões de usuários, com 80% localizados nos Estados Unidos.

## História
A empresa foi fundada em 2016 pela CEO Yuki He. O LiveMe foi incubado pela Cheetah Mobile, uma empresa chinesa de Internet móvel, e se tornou uma entidade independente em maio de 2017.
Em dezembro de 2017, a LiveMe lançou o QuizBiz, um game show semelhante ao HQ Trivia em seu aplicativo de transmissão ao vivo.
Até dezembro de 2017, os usuários do LiveMe criam trezentos e cinquenta mil horas de conteúdo diariamente.
Em 2018, o LiveMe foi nomeado como uma das Empresas Mais Inovadoras da Fast Company’s.

### Investimentos
Em 2017, a Bytedance investiu US$ 50 milhões no LiveMe. Sob os termos do investimento, o LiveMe tem “prioridade para fornecer serviços de transmissão ao vivo à Bytedance em mercados no exterior”, o que permitiu aos transmissores do LiveMe alcançar mais países e a transmitir ao vivo para um público mais amplo em todo o mundo.
Como parte de sua aquisição pela Bytedance por US$ 1 bilhão em 2017, o Musical.ly encerrou seu aplicativo de vídeo ao vivo Live.ly e redirecionou temporariamente os usuários para o LiveMe.

## Recursos e Comunidade
Os recursos interativos do LiveMe incluem presentes virtuais, que permitem aos transmissores ganhar dinheiro na plataforma resgatando presentes virtuais.
Em outubro de 2016, o LiveMe anunciou o lançamento da loja LiveMe e da experiência de compra, o que permite aos transmissores a oportunidade de criar e vender novas mercadorias ou vincular itens existentes.
Em junho de 2018, a LiveMe anunciou que iria investir ainda mais em sua comunidade de transmissores com o Fundo de Desenvolvimento de Radiodifusores. Por meio do programa, a empresa identificará criadores promissores e fornecerá orientação, promoção e recursos.

## Produtos

### QuizBiz
Em dezembro de 2017, a LiveMe lançou o QuizBiz, um jogo semelhante ao HQ Trivia por meio de seu aplicativo principal.
O programa, transmitido três vezes ao dia, tem em média cerca de 50.000 espectadores por episódio, com o público atingindo de 5 a 6 vezes o valor de programas com influenciadores ou celebridades. Entre os convidados anteriores estão Wyclef Jean, que organizou uma edição do Grammy do programa e Roman Atwood do YouTube.

## No Brasil
O LiveMe tem se tornado bastante popular entre os brasileiros que têm acesso à internet. Segundo especialistas, um dos motivos para a grande presença de brasileiros em mídias sociais e aplicativos como o LiveMe é a combinação de um país bastante social com uma crescente penetração de smartphones no Brasil além da Remuneração Financeira que o App possibilita.